# Steriphopus benjamini
Espèce
Steriphopus benjamini est une espèce d'araignées aranéomorphes de la famille des Palpimanidae.

## Distribution
Cette espèce est endémique d'Himachal Pradesh en Inde,. Elle se rencontre vers Patlikuhl et Shimla.

## Description
La femelle holotype mesure 4,16 mm.

## Systématique et taxinomie
Cette espèce a été décrite par Zonstein et Marusik en 2023.

## Étymologie
Cette espèce est nommée en l'honneur de Suresh P. Benjamin. 

## Publication originale
- Zonstein & Marusik, 2023 : « New data on the spider genus Steriphopus, with description of a new species from India (Araneae: Palpimanidae). » Israel Journal of Entomology, vol. 52, p. 41-50.